# MSC Seashore
Die MSC Seashore ist ein im Jahr 2021 in Dienst gestelltes Kreuzfahrtschiff der Reederei MSC Cruises. Es ist das erste Schiff der von der italienischen Fincantieri-Werft gebauten Seaside-Evo-Klasse, welche auf der zuvor gebauten Seaside-Klasse beruht, jedoch größere Abmessungen hat.

## Geschichte
Im Mai 2014 bestellte MSC Cruises bei Fincantieri zwei Neubauten unter dem Projektnamen „Seaside“ mit geplanter Ablieferung in den Jahren 2017 und 2018, die MSC Seaside und die MSC Seaview. Zudem wurde eine Option über ein drittes Schiff der Klasse mit Ablieferung im Jahr 2021 vereinbart. Die Schiffsklasse basiert auf dem Entwurf Project Mille von Fincantieri.
Bei der Übergabezeremonie der MSC Seaside am 29. November 2017 gab MSC Cruises bekannt, mit dem italienischen Schiffbauer Fincantieri einen Auftrag über 1,8 Milliarden Euro für zwei neue Kreuzfahrtschiffe unterzeichnet zu haben, die 2021 bzw. 2023 abgeliefert werden sollen. Das zweite Schiff soll den Namen MSC Seascape tragen. Sie gehören zur Seaside-Evo-Klasse, eine Weiterentwicklung der Seaside-Klasse.
Am 26. November 2018 begann der Bau der MSC Seashore mit dem ersten Stahlschnitt, gleichzeitig gab MSC Cruises den Namen des Schiffes mit MSC Seashore bekannt. Am 19. September 2019 fand die Kiellegungszeremonie für das Schiff statt, bei der zwei Glücksmünzen unter den Schiffkiel gelegt wurden. Im Jahr 2020 wurde bekannt, dass sich die ursprünglich für den 13. Juni 2021 angesetzte Jungfernfahrt durch Verzögerungen am Bau aufgrund der COVID-19-Pandemie auf den 1. August 2021 verschieben würde. Am 20. August 2020 erfolgte das Aufschwimmen und die Verlegung in ein Dock, um die Ausstattungsarbeiten abzuschließen. Die MSC Seashore wurde am 26. Juli 2021 als bisher größtes in Italien gebautes Kreuzfahrtschiff abgeliefert. und am 6. August 2021 in Dienst gestellt. Am 18. November 2021 wurde die MSC Seashore in Ocean Cay von Sophia Loren getauft.
Am Morgen des 22. Dezember 2021 fiel ein 15-Jähriger auf der Fahrt nach Miami von Bord. Nach Angaben der Reederei deuteten die Umstände auf einen Suizid hin.

## Ausstattung
Laut MSC Cruises machen die Änderungen der MSC Seashore in ihrem Gesamtdesign gegenüber den Einheiten der Seaside-Klasse mehr als 65 Prozent des Schiffes aus. Sie ist größer als die Vorgängerschiffe. Die Höhe ist mit 74 Metern angegeben. Die Breite des Schiffs beträgt 41 Meter und die Länge 339 Meter. Sie ist damit 16 Meter länger als die Schiffe der Seaside-Klasse. Das Schiff verfügt über 10.000 Quadratmeter zusätzlicher Deckfläche und bietet somit den höchsten Anteil an Außenfläche pro Gast aller Schiffe von MSC Cruises.
Die MSC Seashore verfügt im Vergleich zu den Schiffen der Seaside-Klasse über 200 zusätzliche Passagierkabinen. Die Kapazität beträgt 4540 Passagiere bei Doppelbelegung oder 5877 Passagiere bei maximaler Belegung, 758 mehr als auf Schiffen der Seaside-Klasse. An Bord ist Platz unter anderem für zusätzliche Restaurants und Lounge-Bereiche. Das Schiff verfügt aber im Vergleich zu den Schiffen der Seaside-Klasse über weniger Whirlpools.
Die Antriebsmotoren des Schiffes sind mit einem selektiven katalytischen Reduktionssystem ausgestattet. Auf den Schiffsrumpf ist Antifouling-Farbe aufgetragen, um den Wasserwiderstand des Rumpfes zu reduzieren.
An Bord der MSC Seashore ist ein von Fincantieri entwickeltes „Safe Air“-System zur Luftreinigung installiert, um das Risiko einer Ansteckung mit Viren zu verringern. Die gab MSC Cruises im Oktober 2020 anlässlich der COVID-19-Pandemie bekannt.